# Wassilka Stoewa

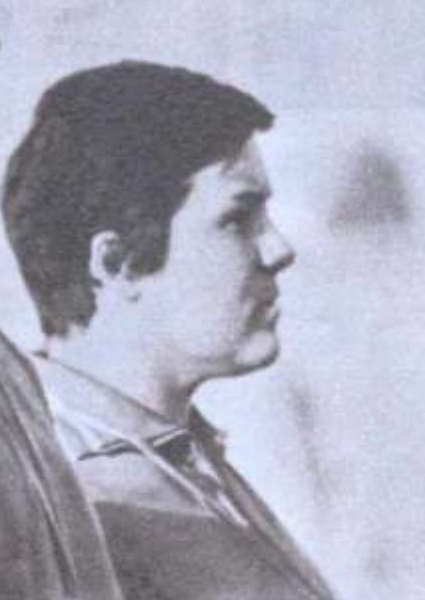
Wassilka Stoewa (1970)

Wassilka Stoewa (bulgarisch Василка Стоева; * 14. Januar 1940 in Kotel) ist eine ehemalige bulgarische Diskuswerferin.
Stoewa wurde insgesamt sechsmal Bulgarische Meisterin im Diskuswurf (1967–1971 und 1973). Ihr mit Abstand bedeutendster internationaler Erfolg war der Gewinn der Bronzemedaille bei den Olympischen Spielen 1972 in München. Mit einer persönlichen Bestweite von 64,34 m platzierte sie sich hinter der für die Sowjetunion startenden Faina Melnik (66,62 m) und der Rumänin Argentina Menis (65,06 m). Außerdem belegte sie bei den Leichtathletik-Europameisterschaften 1974 in Rom den achten Platz.